# Liv e Maddie (3.ª temporada)
A terceira temporada de Liv & Maddie foi ordenada em 3 de abril de 2015 e estreou em 13 de setembro de 2015 nos Estados Unidos, em 30 de janeiro de 2016 no Brasil e em 8 de abril de 2016 em Portugal.
Nos Estados Unidos foi exibida a estreia da temporada com os episódios "Continued-A-Rooney" e "Voltage-A-Rooney" no mesmo dia formando um especial de uma hora (contando os intervalos).

## Elenco

### Principal
- Dove Cameron como Liv and Maddie Rooney
- Joey Bragg como Joey Rooney
- Tenzing Norgay Trainor como Parker Rooney
- Kali Rocha como Karen Rooney
- Benjamin King como Pete Rooney

## Episódios
| N.º na série | N.º na temp. | Título                                                                             | Dirigido por          | Escrito por                          | Exibição original                                                   | Cód. de produção | Audiência EUA (milhões) |
| --- | ------------ | ---------------------------------------------------------------------------------- | --------------------- | ------------------------------------ | ------------------------------------------------------------------- | ---------------- | ----------------------- |
| 46 | 1            | "Continua Rooney (PT) Emoções Rooney (BR)" "Continued-A-Rooney"                    | Andy Fickman          | John Peaslee                         | 13 de setembro de 2015 13 de março de 2016 8 de abril de 2016       | 301              | 1.79                    |
| Enquanto Joey e Maddie tentam pegar Diggie antes que ele viage para a Austrália, Liv cobre Maddie em casa. Mas quando Diggie aparece na casa dos Rooney, o caos se instala, lembrando Parker de sua novela de drama favorito. Enquanto isso, Liv recebe um telefonema de sua agente dizendo que ela conseguiu um papel cobiçado em um novo programa de TV "Voltage". |              |                                                                                    |                       |                                      |                                                                     |                  |                         |
| 47 | 2            | "Voltagem Rooney (PT) Novo filme Rooney (BR)" "Voltage-A-Rooney"                   | Andy Fickman          | John D. Beck e Ron Hart              | 13 de setembro de 2015 14 de março de 2016 15 de abril de 2016      | 302              | 1.70                    |
| Maddie pede a ajuda de Liv para construir um gigante cabeça Paulie Porco-espinho para o desfile do regresso a casa, mas Joey e Parker acidentalmente o destrói. |              |                                                                                    |                       |                                      |                                                                     |                  |                         |
| 48 | 3            | "Par Romântico Rooney (BR / PT)" "Co-Star-a-Rooney"                                | Adam Weissman         | Linda Mathious e Heather MacGillvray | 20 de setembro de 2015 19 de março de 2016 13 de maio de 2016       | 305              | 2.10                    |
| A escolha do elenco está em andamento para o co-estrela em "Voltage" e algumas caras conhecidas vão para as audições. Enquanto isso, Karen organiza uma "cerimônia de purificação" de Maddie para ajudá-la a deixar ir seus sentimentos por Diggie. |              |                                                                                    |                       |                                      |                                                                     |                  |                         |
| 49 | 4            | "Assombração Rooney (BR / PT)" "Haunt-A-Rooney"                                    | Adam Weissman         | Danielle Hoover e David Monahan      | 4 de outubro de 2015 29 de outubro de 2016 7 de outubro de 2016     | 306              | 2.08                    |
| Maddie e Willow juntar-se à Scare Senior, em que alunos do ensino médio assustam alunos do ensino médio; Liv e Joey vão para Nova York. |              |                                                                                    |                       |                                      |                                                                     |                  |                         |
| 50 | 5            | "Badalo-Rooney (PT) Sino Rooney (BR)" "Cowbell-A-Rooney"                           | Adam Weissman         | David Tolentino                      | 18 de outubro de 2015 20 de março de 2016 27 de maio de 2016        | 304              | 2.56                    |
| A escola se prepara para uma tradição local. Liv tenta ajudar o colega de série a se estabelecer na cidade. |              |                                                                                    |                       |                                      |                                                                     |                  |                         |
| 51 | 6            | "Avó-Rooney (PT) A vovó Rooney (BR)" "Grandma-A-Rooney"                            | Kevin C. Sullivan     | Sylvia Green                         | 25 de outubro de 2015 30 de janeiro de 2016 24 de junho de 2016     | 218              | 1.81                    |
| A vó de Liv chega para entregar um prêmio escolar para ela, mas sua obsessão com a menina levanta suspeitas em Maddie. |              |                                                                                    |                       |                                      |                                                                     |                  |                         |
| 52 | 7            | "Almôndegas-Rooney (BR / PT)" "Meatball-A-Rooney"                                  | Kevin C. Sullivan     | John Peaslee                         | 8 de novembro de 2015 26 de março de 2016 24 de junho de 2016       | 307              | 2.10                    |
| Uma bolsa de estudos divide Willow e Maddie. Joey tenta corrigir seu erro depois de quebrar o dedo de Liv, mas só piora a situação. |              |                                                                                    |                       |                                      |                                                                     |                  |                         |
| 53 | 8            | "Pergunta-lhe Mais-Rooney (PT) Mais Perguntas Rooney (BR)" "Ask Her More-A-Rooney" | Jody Margolin Hahn    | Sylvia Green                         | 22 de novembro de 2015 8 de abril de 2016 9 de janeiro de 2017      | 308              | 2.11                    |
| Liv fica chateada com perguntas que tratam apenas de sua beleza e não abordam seu talento artístico. Maddie precisa encontrar um livro perdido para poder ver suas notas. |              |                                                                                    |                       |                                      |                                                                     |                  |                         |
| 54 | 9            | "Boas-Festas-Rooney (BR / PT)" "Joy To-A-Rooney"                                   | Jody Margolin Hahn    | William Luke Schreiber               | 6 de dezembro de 2015 10 de dezembro de 2016 16 de dezembro de 2016 | 309              | 1.53                    |
| Liv convida a equipe e o elenco da série para o jantar anual dos Rooney, mas ela ainda não compreendeu o real significado de 'tradição familiar'. |              |                                                                                    |                       |                                      |                                                                     |                  |                         |
| 55 | 10           | "Ridgewood-Rooney (PT) Superirmão Rooney (BR)" "Ridgewood-A-Rooney"                | Jody Margolin Hahn    | Sylvia Green                         | 17 de janeiro de 2016 27 de março de 2016 10 de janeiro de 2017     | 310              | 2.28                    |
| Parker avança diversas séries e acaba no Ensino Médio com seus irmãos, que precisam lidar com o fato de ele ser melhor em tudo. |              |                                                                                    |                       |                                      |                                                                     |                  |                         |
| 56 | 11           | "Treinadora-Rooney (BR / PT)" "Coach-A-Rooney"                                     | Lenny Garner          | J. Keene                             | 24 de janeiro de 2016 6 de maio de 2016 11 de janeiro de 2017       | 311              | 1.87                    |
| Maddie entra em conflito com a nova técnica da equipe de basquete. Liv ajuda Parker com um projeto de arte, o que atrapalha seu encontro com Holden. |              |                                                                                    |                       |                                      |                                                                     |                  |                         |
| 57 | 12           | "Admirador Secreto-Rooney (BR / PT)" "Secreat-Admirer-A-Rooney"                    | Chris Poulos          | Linda Mathious e Heather MacGillvray | 21 de fevereiro de 2016 18 de julho de 2016 12 de janeiro de 2017   | 312              | 1.81                    |
| Josh inventa uma desculpa para passar mais tempo com Maddie. Joey e Parker começam a acreditar que o set de filmagem da série de Liv é amaldiçoado. |              |                                                                                    |                       |                                      |                                                                     |                  |                         |
| 58 | 13           | "Vive-La-Rooney (PT) Francês Rooney (BR)" "Vive-La-Rooney"                         | Dave Cove             | Kali Rocha e Johnathan McClain       | 13 de março de 2016 19 de julho de 2016 16 de janeiro de 2017       | 313              | 1.93                    |
| A mãe de Liv exagera para ajudá-la a aprender francês. Depois que Josh revela seus sentimentos, Maddie pensa em recomeçar a namorar. |              |                                                                                    |                       |                                      |                                                                     |                  |                         |
| 59 | 14           | "Sonha-Rooney (BR / PT)" "Dream-A-Rooney"                                          | Adam Weissman         | David Tolentino                      | 20 de março de 2016 20 de julho de 2016 17 de janeiro de 2017       | 314              | 1.77                    |
| Mesmo estando muito ocupada, Liv está decidida a honrar um pedido especial. Maddie começca a analisar as opções de universidades. |              |                                                                                    |                       |                                      |                                                                     |                  |                         |
| 60 | 15           | "Home-Run-Rooney (PT) Souvenir Rooney (BR)" "Home Run-A-Rooney"                    | Leonard R. Garner Jr. | Freddie Gutierrez                    | 10 de abril de 2016 21 de julho de 2016 18 de janeiro de 2017       | 315              | 1.76                    |
| Maddie pede conselhos a Joey sobre seu primeiro encontro com Josh. Liv e Holden tentam ajudar Parker a sair do sufoco em uma matéria. |              |                                                                                    |                       |                                      |                                                                     |                  |                         |
| 61 | 16           | "Confusão Rooney (PT) Furo de reportagem Rooney (BR)" "Scoop-A-Rooney"             | Wendy Faraone         | Danielle Hoover e David Monahan      | 24 de abril de 2016 22 de julho de 2016 19 de janeiro de 2017       | 316              | 1.73                    |
| Durante um encontro, Maddie é confundida com Liv por um repórter e pede para a irmã gêmea participar da farsa para que Diggie não saiba que ela está saindo com Josh. |              |                                                                                    |                       |                                      |                                                                     |                  |                         |
| 62 | 17           | "Escolha-Rooney (BR / PT)" "Choose-A-Rooney"                                       | Leonard R. Garner Jr. | Betsy Sullenger                      | 8 de maio de 2016 26 de agosto de 2016 23 de janeiro de 2017        | 317              | 1.65                    |
| Com o retorno de Diggie, Maddie fica dividida e precisa fazer uma difícil escolha entre ele e Josh. Liv tem uma semana para planejar o casamento de Gemma e Johnny. |              |                                                                                    |                       |                                      |                                                                     |                  |                         |
| 63 | 18           | "Amigo-Rooney (BR / PT)" "Friend-A-Rooney"                                         | Leonard R. Garner Jr. | Linda Mathious e Heather MacGillvray | 22 de maio de 2016 17 de setembro de 2016 24 de janeiro de 2017     | 318              | 1.32                    |
| Liv convence Gemma a escalar Joey para um pequeno papel na série, mas logo se arrepende. Karen descobre que o pai de Andie não gosta de Dump Truck. |              |                                                                                    |                       |                                      |                                                                     |                  |                         |
| 64 | 19           | "Skyvolt-Rooney (BR / PT)" "SkyVolt-A-Rooney"                                      | Adam Weissman         | Sylvia Green e David Tolentino       | 5 de junho de 2016 18 de setembro de 2016 25 de janeiro de 2017     | 319              | 1.96                    |
| Liv descobre que a produção da série vai se mudar para Los Angeles e precisa decidir se vai junto ou desiste do papel. |              |                                                                                    |                       |                                      |                                                                     |                  |                         |
| 65 | 20           | "California-Rooney (BR / PT)" "Californi-A-Rooney"                                 | Adam Weissman         | John D. Beck e Ron Hart              | 19 de junho de 2016 18 de setembro de 2016 26 de janeiro de 2017    | 320              | 1.53                    |
| Maddie revela para Liv a verdade sobre a bolsa de estudos, e as irmãs tem uma briga. A casa das Rooney está à beira do colapso. |              |                                                                                    |                       |                                      |                                                                     |                  |                         |